# Turning Torso
HSB Turning Torso és un gratacel de Malmö, Suècia, situat a la part sueca de l'estret d'Öresund.
Va ser dissenyat per l'arquitecte valencià Santiago Calatrava i es va inaugurar oficialment el 27 d'agost de 2005. La torre té una altura de 190 metres.
És l'edifici més alt dels països escandinaus, l'edifici residencial més alt de la UE i el segon edifici residencial més alt d'Europa, després del Triumph-Palace de Moscou. Abans de la construcció del Turning Torso, l'edifici més alt de la ciutat era el Kronprinsen.
La construcció va començar durant l'estiu de 2001.
L'edifici està construït en nou segments de pentàgons de cinc pisos que giren a mesura que ascendeix, el segment superior es torça noranta graus cap a la dreta pel que fa a la planta baixa. Els dos segments de la part inferior són destinats com a espai d'oficines. La resta de segments tenen ús residencial, amb 147 apartaments de luxe.
Des de 2009, el públic general pot visitar la part superior de l'edifici. Això només es permet durant unes poques setmanes a l'estiu i només a través de reserva, ja que hi ha un nombre limitat d'entrades.